# Rakitovec
Rakitovec je naselje Republici Hrvatskoj u neposrednoj blizini grada Velike Gorice, a nalazi se u Zagrebačkoj županiji. Smjestio se tik uz državnu cestu, željezničku prugu Zagreb - Sisak i Zagrebačku zračnu luku te je tako vrlo dobro povezan s ostatkom države.

## Ime
Ime sela izvedeno je od riječi rakita, koja se odnosi na vrstu vrbe (rakita ili crvena vrba, Salix purpurea). Dakle, znači mjesto gdje ima mnogo rakite (ili je barem nekada bilo). 
Najstarija vijest o Rakitovcu dolazi iz prve polovice 14. stoljeća. Kada je kralj Ljudevit I. 25.11.1344. naložio zagrabačkom kaptolu da izvidi posjede pokojnog Nikole sina Petrešova koji je umro bez nasljednika radi darovanja istih Grguru sinu Stjepanovom, zaslužnom službeniku bana Nikole, a među tim posjedima spominje se i Rakitovec.

## Rakitovec danas
Rakitovec je naselje u sastavu grada Velike Gorice, a prema popisu stanovnik imao je 570 stanovnika. 
Tradicionalno je to linijsko selo sa svega četiri sporedne ulice (kolokvijalno zvane Kraleva, Turska ili Krumpakova, Matušinova) i nekoliko manjih. Očuvano je nekolicina tradicijskih drvenih kuća; četiri čardaka (katnica) i tridesetak hiža (prizemnica), od kojih su neke i obnovljene. Sama povijest sela je usko vezana uz "Plemenitu opčinu Turopolje" jer je Rakitovec bilo jedna do 22 plemenite sučije.
U središtu sela je kapela sv. Petra podignuta 1913. godine. Jednobrodna je građevina pravokutnog tlocrta broda s poligonalnim svetištem i zvonikom koji se izdiže nad pročeljem. Na pročelju se nalaze dvije niše s kipovima sv. Petra i Pavla o čijem se blagdanu 29. lipnja obilježava dan mjesta. Glavni oltar u svom izvornom obliku danas ne postoji, no sačuvana je oltarna pala >>Predaje ključeva<< koja zauzima središnje mjesto u svetištu. Pokraj oltara se nalaze i drveni kipci već spomenutih svetaca, a djelo su Zdravka Mataše (zvanog Mokica) iz susjednog Turopolja. 
Od ostalih vjerskih spomenika: križno drvo koje se na tom mjestu nalazi od 1741., te moderna kapelica/poklonac sv. Forijana na mjestu starog Vatrogasnog doma koji je srušen 2003. godine. Samo područje je oblikovano kao spomen-park u kojemu se nalazi i spomenik palom borcu II. svjetskog rata, sumještaninu Falatu, ali i osnivačima DVD-a. Sam DVD djeluje od 1927. 
Škola je započela s radom 1939. godine. Jednokatna školska zgrada s učionicom na katu i stanom za učitelje u prizemlju (danas također učionica) započela s izgradnjom 1935., no zbog administrativnih i financijskih poteškoća, gradnja se odužila; temeljito je obnovljene 2009. godine i danas je područna škola OŠ Vukovina. No zbog izrazitih zasluga u sakupljanju starog papira škola već dugi niz godina ima status -eko škole-.
U školskom dvorištu se nalazi hrast lužnjak koji je zaštićen 29. 11. 2001. u kategoriji Spomenik prirode - rijedak primjerak drveća.

## Stanovništvo
| broj stanovnika | 276   | 324   | 299   | 342   | 473   | 488   | 480   | 577   | 707   | 742   | 638   | 608   | 608   | 556   | 567   | 570   | 558   |
|                 | 1857. | 1869. | 1880. | 1890. | 1900. | 1910. | 1921. | 1931. | 1948. | 1953. | 1961. | 1971. | 1981. | 1991. | 2001. | 2011. | 2021. |

## Gospodarstvo
Od nekoliko područja gospodarske namjene na području Velike Gorice najistaknutija zona je poduzetnička zona Rakitovec. Površine 54 ha smještena je 12 km od Velike Gorice, tik uz državnu cestu Zagreb – Velika Gorica – Sisak. U njoj posluju pogoni poduzeća Gorica staklo, Drvo prom, Beton rad, Namještaj Kruljac, DILOGIC i Distributivni centar za voće i povrće. U samome naselju nalazi se i velik broj manjih poduzeća i obrta kao što su Sever-trade, autolakirerske radionice, frizeraj, ....
Napuštanje poljoprivrede i tradicionalnog uzgoja nije trend koji pogađa samo Rakitovec, no ipak postoje ljudi koji uporno i vrijedno obrađuju zemlju kao mali poljoprivrednici ili registrirani OPG-ovci.